# Соціальна диференціація
Диференціація соціальна (від лат. differentia — розрізнення) — процес і стан подрібнення певної соціальної цілісності (суспільства, організації, групи) на складові частини чи елементи (інституції, сегменти, індивіди). Як процес соціальна диференціація означає подрібнення певного соціуму в ході його змін, історичного розвитку, коли шляхом відокремлення, розділення, уособлення тощо утворюються нові соціальні елементи (сфери і різновиди людської діяльності, типи соціальних організацій, цінності, взірці, норми тощо), які набувають певного статусу, виконуючи нові функції та ролі. Як стан соціальна диференціація відображає наявну гетерогенність певного соціуму, який складається з взаємопов'язаної множинності відповідних елементів, складових частин, сегментів.
До найважливіших вимірів соціальної диференціації належать: поділ праці, професійна спеціалізація, соціально-статусне розшарування, розрізнення інтересів, соціо-культурні відмінності. Соціальній диференціації сприяють такі чинники, як майнове, освітнє, вікове розшарування соціуму, етнічна, мовна та конфесійна різнорідність суспільства, його локально-регіональні відмінності тощо. Їй також сприяє відносний поділ суспільних форм життєдіяльності людей (політика, економіка, культура, повсякденне життя), уособлення міського й сільського стилів життя, існуючих субкультур тощо. Соціологи[які?] розрізняють[де?] диференціацію макросоціальну (виникнення нових соціальних верств, стилів життя, культурних форм), мезо-соціальну (особливості соціальної диференціації у локально-регіональному контексті — в центрі, на периферії, в містах, селах тощо) та мікро-соціальну (розрізнення типів домогосподарств, культурно-дозвільних занять, ціннісних орієнтацій, вірувань тощо). У соціологічних дослідженнях використовуються також поняття функціональної соціальної диференціації, коли йдеться про різноманітні функції, завдання та дії, напр., політичних партій, громадянських об'єднань, груп тиску, та вертикальної соціальної диференціації, коли мають на увазі відмінності в авторитеті (престижі, визнанні) владних структур, політичних партій, їхніх лідерів тощо.